# トーキー (電話)
トーキーまたはガイダンストーキーとは、電話サービスにおける自動音声による案内のこと。特に機械的な識別音（発振音）でない、人の声（またはそれに似せた人工音声）によるものを指す。

## 電気通信事業者が提供するもの

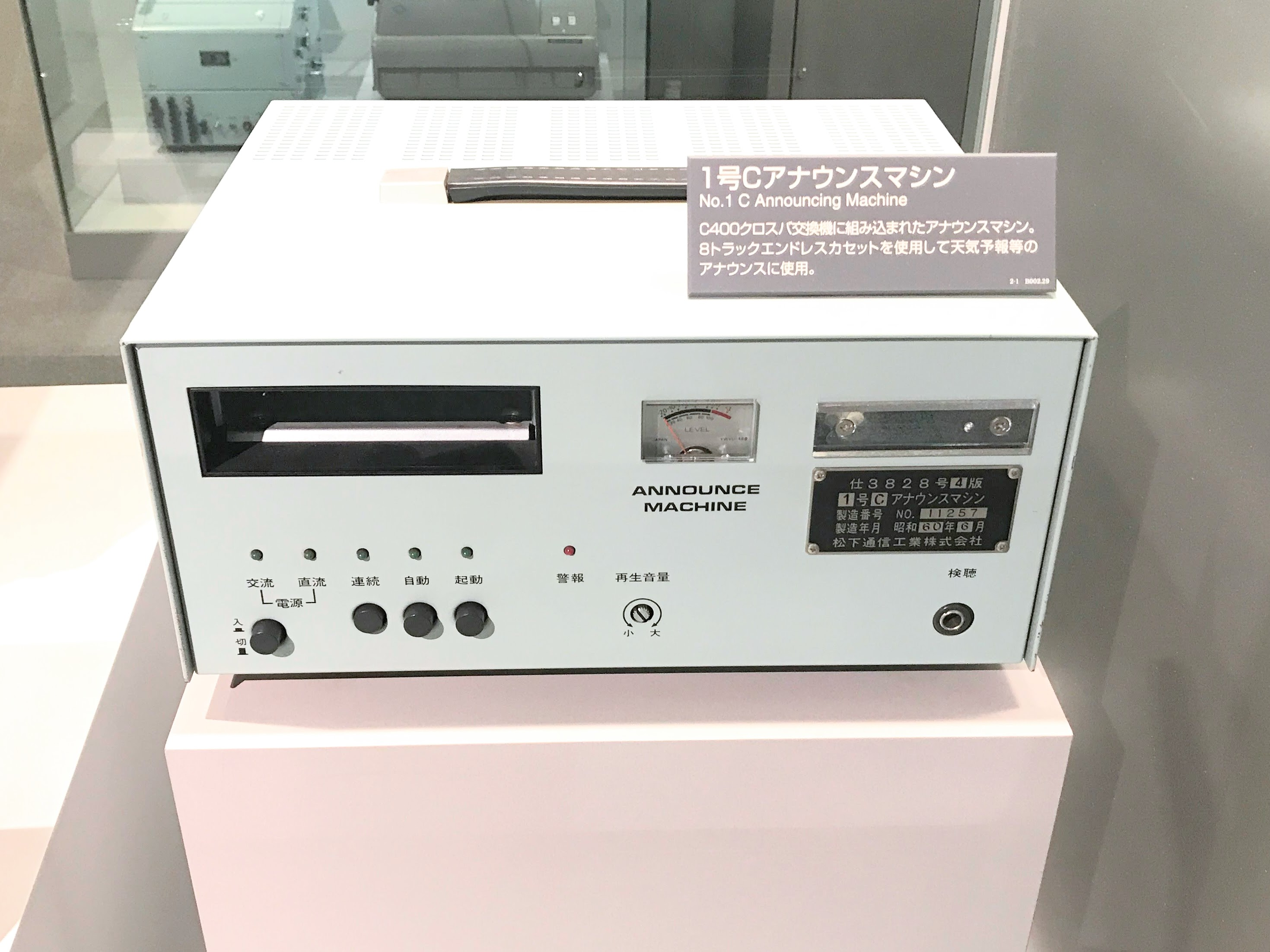
NTTが電話交換機でトーキーの送出に使用していた、1号Cアナウンスマシン

電気通信事業者によって内容は異なるが、よく知られているトーキーとしては以下のような例があげられる。
- 欠番 - 「おかけになった電話番号は、現在使われておりません」
- 輻輳 - 「ただいま電話が大変混み合っております。しばらく待ってから、おかけなおしください」
- 携帯電話など移動体回線の圏外（電源断、機内モードも含む） - 「おかけになった電話は、電波の届かない場所にあるか、または電源が入っていないため、かかりません」
- 料金滞納・迷惑電話の着信拒否サービスなどによる通話停止 - 「おかけになった電話番号は、お客様のご都合により、使用できません」
- 転送電話
- 事業者特有のもの
  - NTT（東日本・西日本）以外の固定電話回線では、冒頭に「こちらは（事業者名）です」と会社名を名乗る音声を流す場合が多い。
  - NTT「トーキー案内サービス」
  - NTTコミュニケーションズのIP電話「050plus」 - 「050plusへお繋ぎします」[1]

VoIPアダプタのトーキーは、メーカーや方式によって異なる。
自動音声を用いた専用番号によるサービス（時報や天気予報など）もトーキーの一種とされる場合がある。

## 電話機端末が提供するもの
電話機端末の一部には、下記の状態の際に発信方にトーキーを流す機能のついた機種がある。上記電気通信事業者提供のトーキーと異なり、着信しているため、通話料が発生する。
- 留守番電話 - 「ただいま、留守にしております。発振音の後にお名前とご用件をお話しください」
- 非通知拒否 - 「番号を通知して、おかけ直しください」
- ファクシミリ - 「ファックスの方は、このまま送信してください」